# Câu cá vược sọc

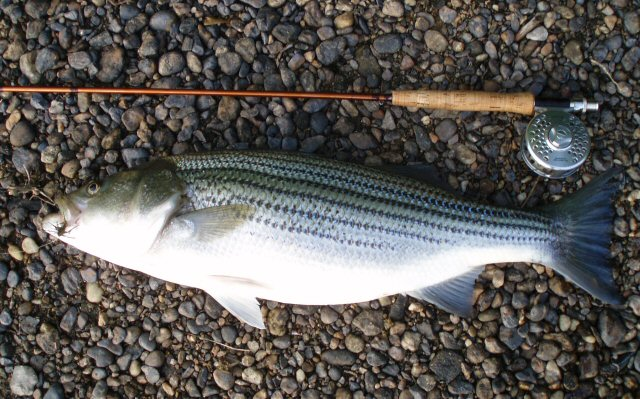
Câu cá vược sọc

Câu cá vược sọc là việc thực hành câu các loại cá vược sọc như là một hình thức câu cá thể thao. Câu cá vược sọc không được xếp vào thể loại câu cá vược vì chúng là loài cá sống ở biển. Cá vược sọc có giá trị đáng kể cho câu cá thể thao, và đã được du nhập với nhiều tuyến đường thủy bên ngoài phạm vi tự nhiên của chúng. 

## Kỹ thuật
Một loạt các phương pháp câu cá được sử dụng, cá này sẽ mất một số lượng mồi tươi sống, bao gồm hàu, nghêu, cá chình, sâu cát, cá trích, trùn đất, cá thu. Con cá sọc lớn nhất từng được chụp bởi câu cá là một con năng 81,88-lb (37.14 kg) mẫu vật lấy từ một chiếc thuyền ở Long Island Sound, gần Outer Southwest Reef, ngoài khơi bờ biển của Westbrook, Connecticut.
Mồi câu ưa thích là dùng cá trích (cá shad), khi bị cá vược sọc (striper) rượt đuổi những loại cá này chạy vào bờ và dân câu trên bờ cát hay bờ đá cứ việc dùng vợt xúc hay sabiki mà câu lên để làm mồi. Đến mùa cá shad, Striper thường vào rất gần bờ để ăn cá shad. Cá shad là mồi thích nhất của cá striper (candy bait). Chúng thường bao vây vòng ngoài lùa cá shad vào 1 góc sâu và tấn công con mồi, người ta thường gọi nó là cá boil boil.
Có vài cách móc mồi cá shad để câu cá vược sọc stripers, cụ thể là:
- Cách móc thứ nhất: Móc vào miệng nhưng móc ngang, khác nhau khi móc vào miệng cá.
- Cách móc thứ hai: Móc lưỡi câu thẳng vào miệng con cá từ dây câu chính (thường dùng 6-8 lbs max, dây Florcarbon).
- Cách thứ 3: Móc lưỡi vào sống lưng con cá gần phần đuôi. Cách 1, 2, và 3 dùng dây FL carbon, 6 lbs đến 8 lbs, Kiểu câu theo flyline. Quăng ra là bạt cần ngang ra, bạt kiểu này thì mới quăng xa được. Cần 8 ft là bạt ra, máy câu nhỏ.
- Cách móc thứ tư: Móc lưỡi vào miệng như cách thứ nhất, hai hoặc thứ 3 nhưng thêm cục chì nhỏ (spitshot), mục đích để quăng xa và dụ những con ăn mồi sát đáy. Nên dùng kiểu này khi thấy kiểu thứ nhất, thứ hai, và thứ ba (flyline) cá ăn hơi chậm.
- Cách móc thứ 5: Dùng phao, bỏ nước vào, mực nước chừng 3/4, xỏ dây chính xuyên qua cái phao đã có nước, rồi cột thẳng lưỡi câu vào dây chính sau khi xuyên qua phao. Mục đính của cái phao là để quăng xa. Khi quăng ra và phao đụng nước thì nó sẻ nổi và con cá sẻ tự động bơi xuống
- Cách móc thứ 6: Dùng phao nhưng sau khi dây chính xuyên qua cái phao, dùng cái swivel chặn lại và cột cái leader chừng 24 inches or18 inches. Móc cá cũng giống như cách 1, 2 và 3.